# Rudolf Stertenbrink
Rudolf Aloys Stertenbrink OP (* 26. Mai 1937 in Bad Kreuznach; † 8. November 2017 in Reinbek) war ein deutscher Dominikaner, Autor und Kölner Domprediger.
Er trat 1958 in den Dominikanerorden ein und studierte von 1959 bis 1966 Philosophie und Theologie an der ordenseigenen Hochschule in Walberberg, Sein Studium schloss er mit dem Lektorat in Theologie ab. 1964 wurde er zum Priester geweiht.
Rudolf Stertenbrink war von 1984 bis 1990 Domprediger am Kölner Dom sowie Prior des Dominikanerklosters St. Andreas in Köln. In der zweiten Hälfte der 1990er Jahre wurde er von Bischof Karl Lehmann für einige Jahre zum Spiritual am Mainzer Priesterseminar berufen. Zuletzt lebte er im Dominikanerkloster St. Johannis (Hamburg).
Stertenbrink schrieb über 25 Bücher und galt als Kenner der Heiligen Therese von Lisieux und Edith Stein. Er war bekannt durch seine Predigt- und Vortragstätigkeit. Seine letzte Ruhestätte erhielt Rudolf Stertenbrink auf dem Hamburger Friedhof Ohlsdorf.

## Schriften
- Die Wahrheit hat viele Seiten, Friedrich Pustet, Regensburg 1972
- Damit der Mensch lebe , Friedrich Pustet, Regensburg 1970, 2. Auflage 1973, ISBN 3-7917-0197-5.
- Lichtblicke. Antworten auf religiöse Fragen der Gegenwart., Friedrich Pustet, Regensburg 1974, ISBN 3-7917-0299-8.
- In Bildern Und Beispielen. Exemplarische Texte zur Besinnung und Verkündigung, 3 Bände, Herder Verlag, Freiburg im Breisgau 1977
- zusammen mit  Hanne-Lore von Canitz: Psychologie als Glaubenshilfe. Thematische Gottesdienste, Friedrich Pustet, Regensburg 1982, ISBN 3-7917-0400-1.
- In Bildern und Beispielen 3: Exemplarische Texte zur Besinnung und Verkündigung, Herder Verlag, Freiburg im Breisgau 1982, ISBN 3-451-19604-2.
- Allein die Liebe. Worte der heiligen Theresia von Lisieux, Herder Verlag, Freiburg im Breisgau 1987, ISBN 3-451-18831-7.
- Weisheit aus dem Bauch, Herder Verlag, Freiburg im Breisgau 1992, ISBN 3-451-22644-8.
- Der Himmel öffnet sich auf Erden Herder Verlag, Freiburg im Breisgau 3. Auflage 1993, ISBN 3-451-21843-7.
- Rudolf Stertenbrink (Hrsg. [und Autor]): Lichtsekunden, Dominikanische Predigten zum Lesejahr B, Herder Verlag, Freiburg im Breisgau 1993, ISBN 3-451-23233-2.
- Rudolf Stertenbrink (Hrsg.), Fjodor Michailowitsch Dostojewski  (Autor): Worte wie Spiegel, Herder Verlag, Freiburg im Breisgau 1993, ISBN 3-451-20025-2.
- Rudolf Stertenbrink (Hrsg. [und Autor]): Lichtsekunden, Dominikanische Predigten zum Lesejahr A, Herder Verlag, Freiburg im Breisgau 1995, 2. Auflage 1998, ISBN 3-451-23856-X.
- zusammen mit Christa Weiser: Wirf deine Krücken weg. Die Wunder Jesu geschehen in uns oder gar nicht, Herder Verlag, Freiburg im Breisgau 2. Auflage 1996, ISBN 3-451-23950-7.
- Neuer Tag – neues Leben: Edith Stein – ihr Weg, ihre Botschaft für heute, Verlag Josef Knecht, Frankfurt am Main 3. Auflage 1997, ISBN 3-7820-0772-7.
- In Bildern und Beispielen, 4 Bde., Herder Verlag, Freiburg im Breisgau 1984, ISBN 3-451-26650-4.
- Rudolf Stertenbrink (Hrsg. [und Autor]): Lichtsekunden, Dominikanische Predigten zum Lesejahr C, Herder Verlag, Freiburg im Breisgau 1997, ISBN 3-451-23111-5.
- Die große Liebe des kleinen Senfkorns. Begegnung mit Thérèse von Lisieux, der neuen Kirchenlehrerin, Herder Verlag 2000, ISBN 3-451-26186-3.
- Gottes Wort auf der Spur: Literarische Inspirationen für Predigt und Verkündigung, Herder Verlag, Freiburg im Breisgau 2010, ISBN 978-3-451-32606-6.